# 194 TCN
Năm 194 TCN là một năm trong lịch Julius. 